# Fuerza Estatal de Seguridad Ciudadana de Baja California
La Fuerza Estatal de Seguridad Ciudadana, es la dependencia del Gobierno del Estado responsable de la seguridad en Baja California. Se encarga de coordinar a los sectores gubernamentales relacionados con el tema para buscar la convivencia social en un ambiente de tranquilidad, respeto, confianza y paz social.
Fue creada en enero de 2022, tras la disolución de la guardia estatal conocida como GESI, creada tan solo dos años antes y que sucedería a la tradicional Policía Estatal Preventiva (PEP). Pertenece a la Secretaría de Seguridad Ciudadana, también retomada en el sexenio de Marina del Pilar. 

## Historia

### Antecedentes
En 2002 se creó, durante el gobierno de Eugenio Elorduy, la Policía Estatal Preventiva, conocida como PEP y coloquialmente como Pepos. El objetivo de su creación era velar por la seguridad desde una corporación estatal. Poco a poco, la atribución principal fue atacar el narcomenudeo. 
E 24 de septiembre de 2010, se decreta por parte del exgobernador José Guadalupe Osuna Millán, la Ley de la Policía Estatal Preventiva de Baja California, estableciendo nuevas normas para la operación de la corporación, aun vigente para la corporación actual. En 2012, se aprueba el Reglamento de la Ley de la Policía Estatal Preventiva.
En 2019, con la llegada de Morena al Congreso de Baja California, se eliminó la corporación, pasando a ser la Guardia Estatal de Seguridad e Investigación (GESI).

### Creación
En 2022, el Congreso aprobó, a petición de la gobernadora Marina del Pilar Ávila, el cambio de nombre de la corporación tras la creación de la de nueva Secretaría de Seguridad Ciudadana.

## Marco Legal
- Constitución Política de los Estados Unidos Mexicanos.
- Constitución Política del Estado Libre y Soberano de Baja California.

###### Leyes Generales y Nacionales
- Ley General del Sistema Nacional de Seguridad Pública.
- Ley Nacional de Ejecución Penal.
- Ley Nacional del Sistema Integral de Justicia Penal para Adolescentes.

###### Leyes Estatales
- Ley de Seguridad Pública del Estado de Baja California.
- Ley de Transparencia y Acceso a la Información Pública para el Estado de Baja California.
- Ley Orgánica de la Administración Pública del Estado de Baja California.
- Ley de la Policía Estatal de Seguridad y Custodia Penitenciaria.
- Ley de la Policía Estatal Preventiva de Baja California.
- Ley de Seguridad Escolar del Estado de Baja California.
- Ley de Responsabilidades Administrativas de Baja California
- Ley de Protección de Datos Personales en Posesión de Sujetos Obligados Para el Estado de Baja California
- Ley del Sistema Estatal Anticorrupción de Baja California
- Ley que Regula el uso de la Fuerza Publica en el Estado de Baja California

###### Reglamentos de la SSPE
- Reglamento de los Centros de Internamiento para Adolescentes del Estado de Baja California
- Reglamento Interno de la Fiscalía General del Estado de Baja California
- Reglamento de la Ley de la Policía Estatal Preventiva de Baja California.
- Reglamento de Seguridad Privada para el Estado de Baja California.
- Reglamento del Centro de Evaluación y Control de Confianza del Estado de Baja California.
- Reglamento de la Academia de Seguridad Pública del Estado de Baja California.
- Reglamento del Centro de Control, Comando, Comunicación y Cómputo del Estado de Baja California.
- Reglamento del Consejo Estatal de Seguridad Pública de Baja California
- Reglamento de la Ley de la Policía Estatal de Seguridad y Custodia Penitenciaria de Baja California.
- Reglamento del Servicio Profesional de Carrera Policial de las Instituciones Policiales de la Fiscalía General del Estado Estado de Baja California.
- Reglamento del Consejo Ciudadano de Seguridad Pública del Estado de Baja California.

###### Otros Instrumentos.
- Observatorio Ciudadano de Seguridad Pública del Estado de Baja California.
- Estatuto General del Centro de Formación y Capacitación Policial de la Academia de Seguridad Pública del Estado de Baja California
- Lineamientos para la Elaboración de Programas de Capacitación; así como para la Elaboración de los Instrumentos de Evaluación para el Personal Operativo de los Prestadores de Servicios de Seguridad Privada en el Estado de Baja California.
- Código de ética de los servidores de la administración pública del Estado.
- Manual de visitas para los Centros de Reinserción Social del Estado de Baja California.
- Reglamento de la Ley de Transparencia y Acceso a la Información Pública para las Dependencias y Entidades del Poder Ejecutivo del Estado de Baja California.

###### Planes y Programas rectores en materia de seguridad pública.
- Plan Estatal de Desarrollo 2014-2019
- Programa Sectorial de Seguridad Pública y Justicia Integral 2014-2019
- Programa de Fiscalía General del Estado de Baja California 2014-2019[4]